# Montagny-près-Yverdon
Montagny-près-Yverdon je obec v západní (frankofonní) části Švýcarska, v kantonu Vaud, v okrese Jura-Nord vaudois. Žije zde 737 obyvatel.

## Geografie

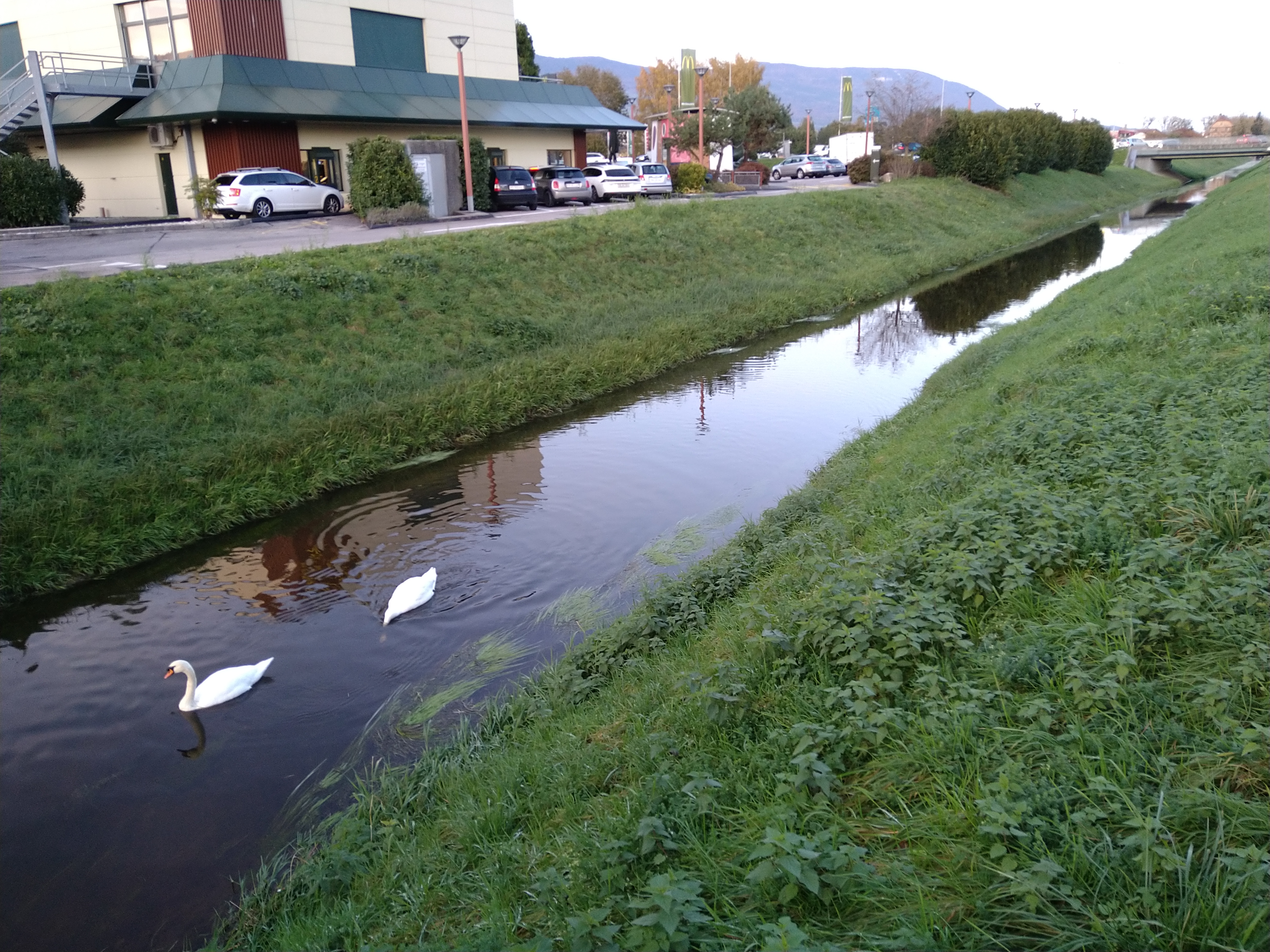
Řeka Le Bey v Montagny

Montagny-près-Yverdon leží v nadmořské výšce 455 m, vzdušnou čarou 2,5 km severozápadně od okresního města Yverdon-les-Bains. Obec s kompaktní zástavbou se nachází na mírně vyvýšeném místě na severním okraji Yverdonské roviny, západně od Neuchâtelského jezera, ve vaudské části Švýcarské plošiny.
Území obce o rozloze 3,6 km² pokrývá část severní části Vaudského středohoří. Západní část území zaujímá náhorní plošina Jury mezi údolím řeky Bey na jihu a údolím řeky Brine na severu. Nejvyšší bod Montagny-près-Yverdon leží v nadmořské výšce 500 m na ostrohu nad údolím Brine, kde jsou dosud patrné zříceniny bývalého hradu. Na jihu se území obce rozprostírá přes údolí Bey až k úpatí hory Mont de Chamblon. Na východě zasahuje území do roviny u Yverdonu a v pásu širokém pouhých 100 m podél kanalizované řeky Bey až ke břehům Neuchâtelského jezera. V roce 1997 bylo 20 % rozlohy obce pokryto sídly, 6 % lesy a lesními porosty, 72 % zemědělstvím a o něco méně než 2 % neproduktivní půdou.
Montagny-près-Yverdon zahrnuje průmyslový areál Chamard (437 m n. m.), domy podél silnice z Yverdonu do Grandsonu, a také několik samostatných farem. Sousedními obcemi jsou Chamblon, Champvent, Grandson, Treycovagnes, Valeyres-sous-Montagny a Yverdon-les-Bains.

## Historie

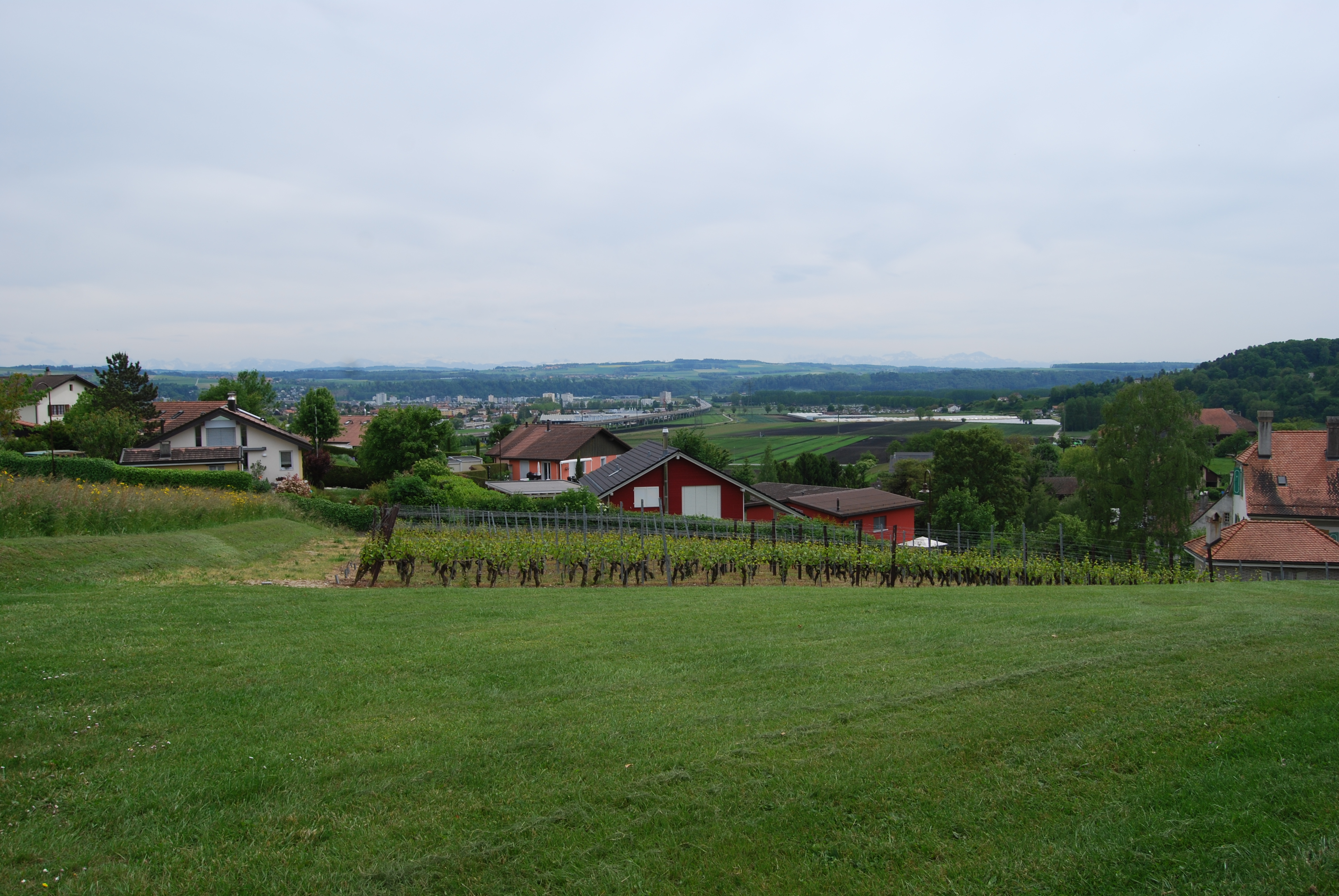
Panorama obce

Obec Montagny-près-Yverdon byla osídlena velmi brzy, což dokládají nálezy keltských artefaktů. V římské době procházela touto oblastí cesta z Yverdonu do Sainte-Croix a v roce 1862 byl objeven milník z doby kolem roku 200 n. l.
První zmínka o obci pochází z roku 996 a nese název Montaniacum. Název Montagniaco se objevil v roce 1149 a Montagniei v roce 1174. Název místa je odvozen od římského osobního jména Montan(i)us. Od 12. století bylo Montagny centrem panství Montagny-le-Corbe, které patřilo pánům z Montfauconu. Ti si na ostrohu nad údolím Brine postavili hrad. Osada tehdy nesla také název Montagny-le-Corbe. Ve 14. století přešlo panství na rod Chalonů z Burgundska. Během burgundských válek byl hrad v roce 1475 dobyt a vypálen konfederáty.
V roce 1476 pak obec přešla pod správu panství Grandson, které bylo pod společnou vládou Bernu a Fribourgu. Po pádu Staré konfederace patřilo Montagny-près-Yverdon v letech 1798–1803 v období Helvétské republiky ke kantonu Léman, který byl poté po vstupu v platnost Ústavy o zprostředkování sloučen s kantonem Vaud. V roce 1798 byla přiřazena k okresu Yverdon.
Do konce roku 1996 byla obec součástí okresu Yverdon, od roku 1997 se stala částí nového okresu Jura-Nord vaudois.

## Obyvatelstvo
| Rok            | 1850 | 1880 | 1900 | 1910 | 1930 | 1950 | 1960 | 1970 | 1980 | 1990 | 2000 |
| Počet obyvatel | 256  | 285  | 263  | 301  | 306  | 337  | 355  | 354  | 357  | 530  | 606  |

Z celkového počtu obyvatel je 88,5 % francouzsky mluvících, 3,5 % německy mluvících a 2,8 % italsky mluvících (stav v roce 2000). Ke švýcarské reformované církvi se ve stejném roce hlásilo 52,3 % obyvatel, k církvi římskokatolické 24,1 % obyvatel.

## Hospodářství

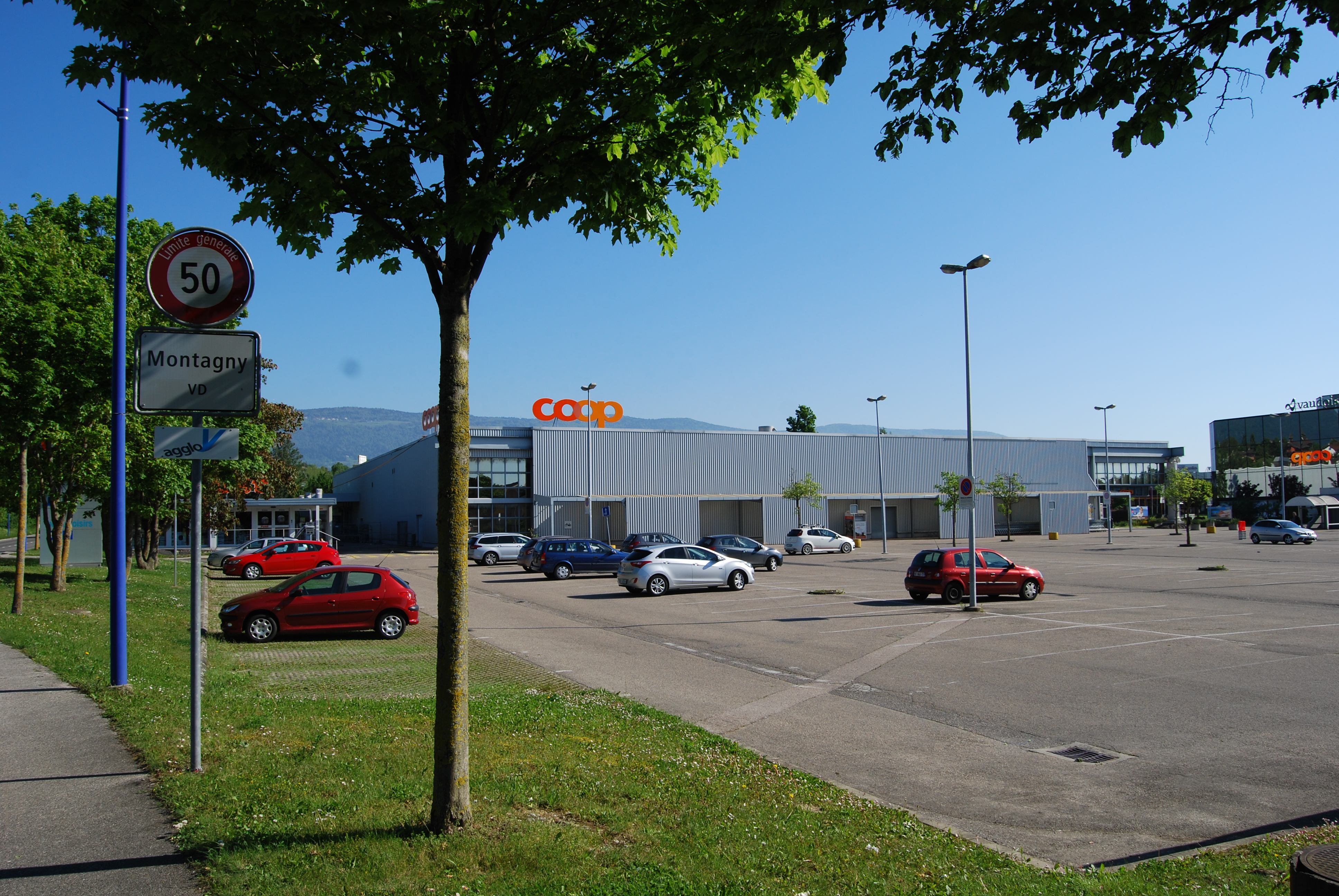
Obchodní zóna Montagny

Až do druhé poloviny 20. století byla obec Montagny-près-Yverdon převážně zemědělskou obcí. I dnes hraje zemědělství (zejména pěstování zeleniny), ovocnářství a v menší míře vinařství důležitou roli ve struktuře obživy obyvatel.
Od 60. let 20. století se díky vytvoření rozsáhlé obchodní zóny na okraji Yverdonu výrazně změnila hospodářská struktura obce. Usadila se zde nákupní střediska velkých distributorů, ale i hobby, volnočasové a sportovní obchody a různé specializované prodejny. V posledních desetiletích se Montagny-près-Yverdon vyvinulo také v rezidenční obec. Mnoho pracujících proto dojíždí za prací převážně do Yverdonu.

## Doprava

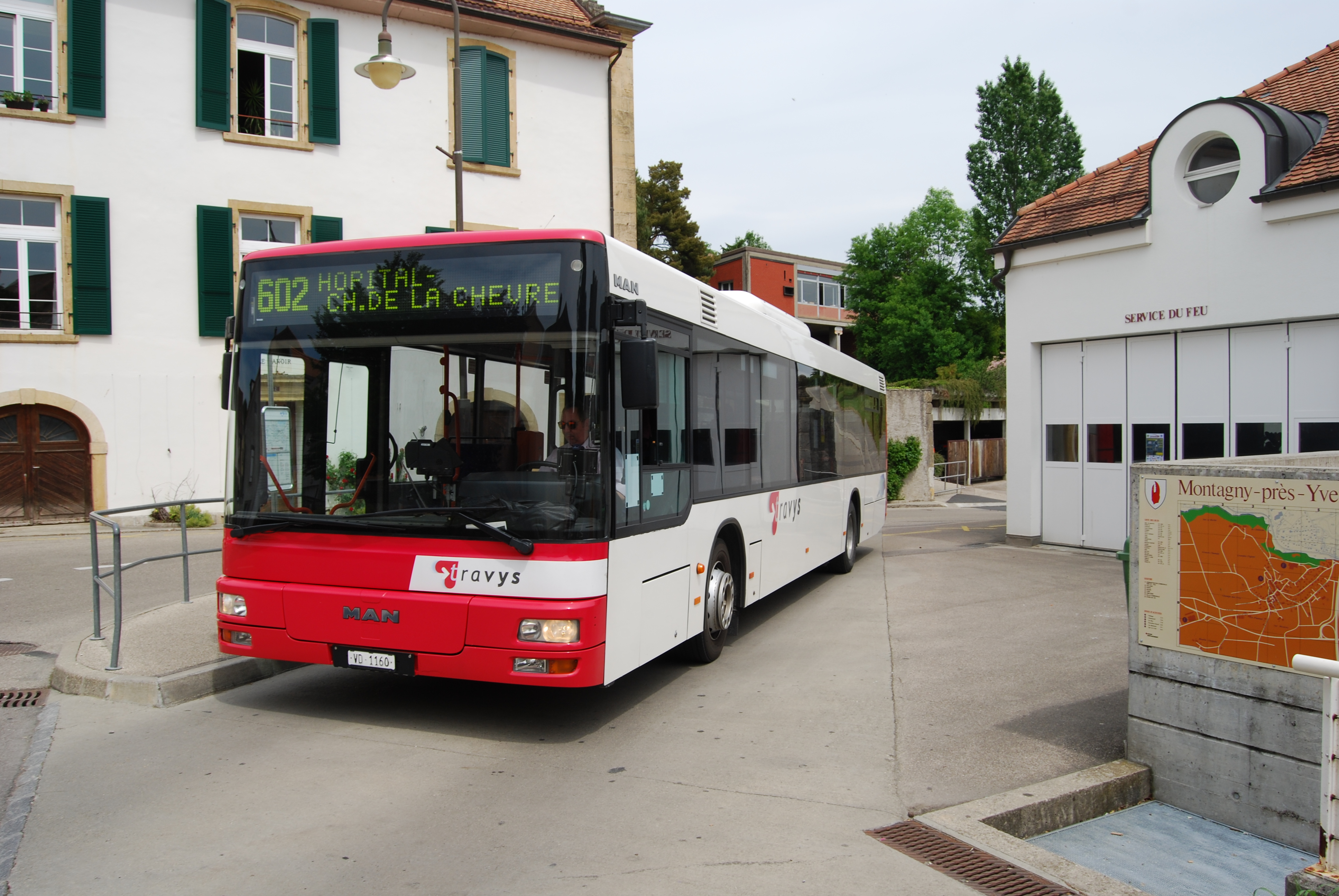
Autobus MHD v Montagny

Obec má velmi dobré dopravní spojení. Nachází se v blízkosti hlavní silnice z Yverdonu do Orbe a Sainte-Croix. Dálniční křižovatka Yverdon-Ouest na dálnici A5, která byla otevřena v roce 1984, je vzdálena asi 1 km od centra obce. Montagny-près-Yverdon je obsluhován autobusovou linkou MHD Yverdon (linka č. 3). V obci se nachází také zastávka La Brinaz na úzkorozchodné železnici dráze Yverdon – Sainte-Croix, která byla otevřena 27. listopadu 1893.